# Campionatul European de Fotbal 1996
Campionatul European de Fotbal 1996, sau uzual Euro 1996, a fost a 10-a ediție a Campionatului European de Fotbal, un turneu de fotbal destinat națiunilor europene desfășurat din patru în patru ani. Turneul, găzduit de Anglia, a început pe 8 iunie 1996 și s-a încheiat cu finala de pe stadionul Wembley din Londra, pe 30 iunie 1996, în urma căreia Germania a câștigat al treilea său titlu european din istorie, învingând Cehia cu 2-1. A fost prima finală a unei competiții majore interțări decisă în urma golului de aur.

## Calificări
15 echipe s-au calificat la turneul final unde s-au alăturat Angliei, prezentă din oficiu ca gazdă a competiției. A fost prima ediție a Campionatului European la care au participat 16 echipe. Decizia de a dubla numărul de echipe prezente a fost luată de UEFA la finele anilor '80, când s-a constatat că pentru reprezentativele europene era mai accesibilă calificarea la Campionatul Mondial, decât la EURO, după ce la Mondialele din 1982, 1986 și 1990 fuseseră prezente câte 14 echipe din Europa, iar la EURO erau doar opt.

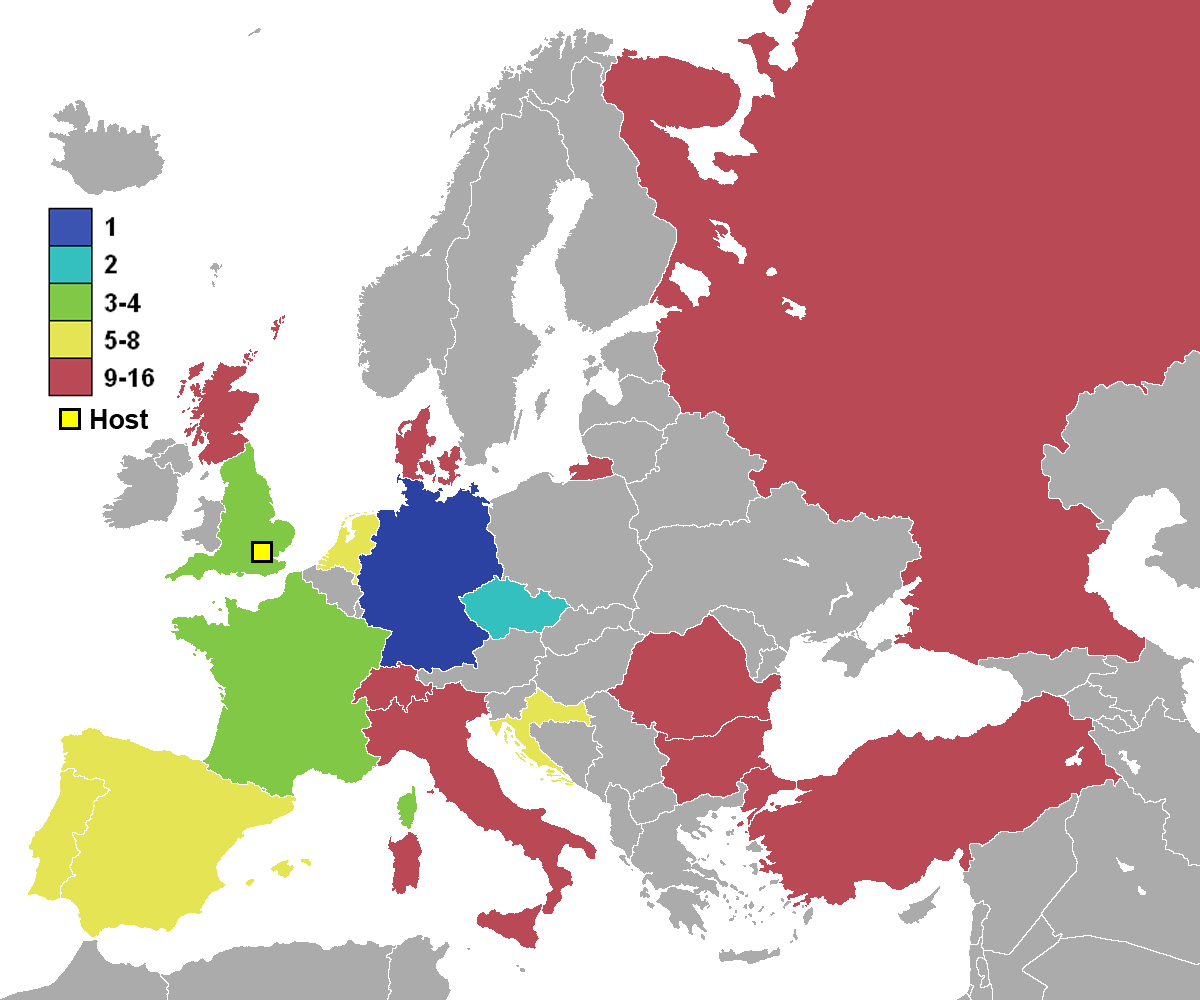
Finalistele Euro 1996

Calificările au avut loc în perioada 1994-1995. Au fost opt grupe preliminare care conțineau câte șase echipe, cu excepția grupei a treia, alcătuită din cinci reprezentative. Fiecare echipă a jucat câte două meciuri cu fiecare dintre ceilalți adversari, unul pe teren propriu și unul în deplasare.
Câștigătoarea și ocupanta locului secund din fiecare grupă s-au calificat automat, cu excepția celor mai slabe două dintre cele clasate pe locul secund. Acestea au jucat un meci de baraj pe teren neutru, învingătoarea mergând la EURO. Barajul s-a disputat între Irlanda și Țările de Jos, a avut loc la Liverpool și a fost câștigat de olandezi cu 2-0.
Următoarele echipe au participat la turneul final:
| - Bulgaria - Croația - Cehia - Danemarca - Anglia - Franța - Germania - Italia | - Țările de Jos - Portugalia - România - Rusia - Scoția - Spania - Elveția - Turcia |

## Stadioane
| Londra                                | Manchester                       | Liverpool                         | Birmingham                     |
| ------------------------------------- | -------------------------------- | --------------------------------- | ------------------------------ |
| Stadionul Wembley Capacitatea: 76.567 | Old Trafford Capacitatea: 55.000 | Anfield Capacitatea: 42.730       | Villa Park Capacitatea: 39.399 |
|                                       |                                  |                                   |                                |
| Leeds                                 | Sheffield                        | Newcastle                         | Nottingham                     |
| Elland Road Capacitate: 40.204        | Hillsborough Capacitate: 39.814  | St James' Park Capacitate: 36.610 | City Ground Capacitate: 30.576 |
|                                       |                                  |                                   |                                |

## Arbitri
| Anglia - David Elleray - Dermot Gallagher Austria - Gerd Grabher Belgia - Guy Goethals Belarus - Vadim Zhuk Bulgaria - Atanas Uzunov | Cehia - Václav Krondl Danemarca - Peter Mikkelsen - Kim Milton Nielsen Elveția - Serge Muhmenthaler Franța - Marc Batta Germania - Bernd Heynemann - Hellmut Krug | Italia - Piero Ceccarini - Pierluigi Pairetto Țările de Jos - Mario van der Ende Rusia - Nikolai Levnikov Scoția - Leslie Mottram | Spania - Antonio López Nieto - Manuel Díaz Vega Suedia - Anders Frisk - Leif Sundell Turcia - Ahmet Çakar Ungaria - Sándor Puhl |  |

## Faza grupelor

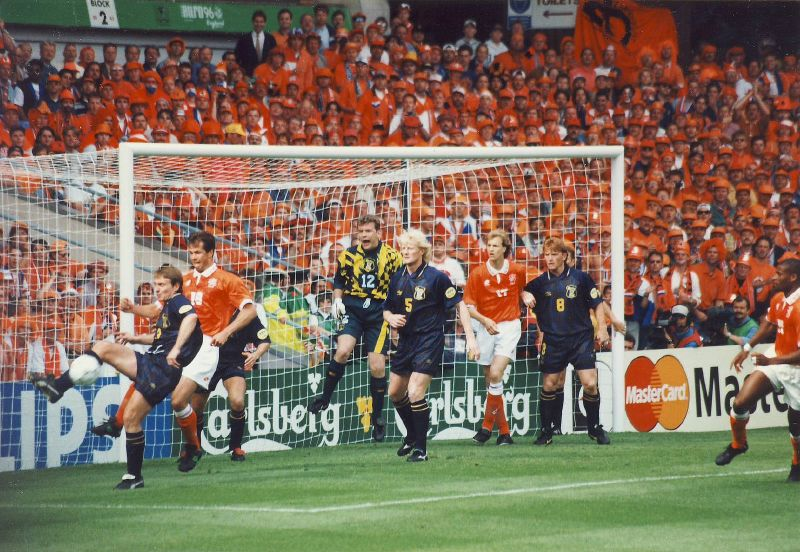
Aspect din meciul dintre Scoția și Țările de Jos, disputat pe Villa Park

Reprezentativa țării gazdă, Anglia, a avut un start dezamăgitor, remizând în fața Elveției, scor 1-1. Alan Shearer a deschis scorul, dar adversarii au egalat pe final, din penalti. În următoarele două meciuri însă, englezii au trecut cu 2-0 de Scoția și cu 4-1 de Țările de Jos, golul de onoare, marcat de Patrick Kluivert asigurând batavilor locul doi, echivalent cu o calificare în sferturile de finală.
Grupele C și D au produs rezultate surprinzătoare, Cehia și Croația obținând calificarea în faza eliminatorie. Cehii s-au clasat pe locul doi în grupa din care au făcut parte, după victorie cu Italia, egal cu Rusia și eșec în fața Germaniei, câștigătoarea grupei. Italia a fost eliminată încă din grupe, după remiza cu Germania, în ultimul meci. În grupa D, Croația s-a calificat după victorii cu Turcia (1-0) și Danemarca (3-0). Acest eșec pentru danezi a reprezentat eliminarea din competiția pe care o câștigaseră la ediția precedentă.
Celelalte calificate în sferturi au fost Portugalia, Spania și Franța.

### Grupa A
| Echipa        | M | V | E | Î | GM | GP | DG | Pct |
| ------------- | - | - | - | - | -- | -- | -- | --- |
| Anglia        | 3 | 2 | 1 | 0 | 7  | 2  | +5 | 7   |
| Țările de Jos | 3 | 1 | 1 | 1 | 3  | 4  | -1 | 4   |
| Scoția        | 3 | 1 | 1 | 1 | 1  | 2  | -1 | 4   |
| Elveția       | 3 | 0 | 1 | 2 | 1  | 4  | -3 | 1   |

| Anglia      | 1 – 1    | Elveția               |
| ----------- | -------- | --------------------- |
| Shearer 23' | (Report) | Türkyilmaz 84' (pen.) |

| Țările de Jos | 0 – 0    | Scoția |
| ------------- | -------- | ------ |
|               | (Report) |        |

| Elveția | 0 – 2    | Țările de Jos           |
| ------- | -------- | ----------------------- |
|         | (Report) | Cruyff 66' Bergkamp 79' |

| Scoția | 0 – 2    | Anglia                    |
| ------ | -------- | ------------------------- |
|        | (Report) | Shearer 53' Gascoigne 79' |

| Scoția      | 1 – 0    | Elveția |
| ----------- | -------- | ------- |
| McCoist 36' | (Report) |         |

| Țările de Jos | 1 – 4    | Anglia                                    |
| ------------- | -------- | ----------------------------------------- |
| Kluivert 78'  | (Report) | Shearer 23' (pen.) 57' Sheringham 51' 62' |

### Grupa B
| Echipa   | M | V | E | Î | GM | GP | DG | Pct |
| -------- | - | - | - | - | -- | -- | -- | --- |
| Franța   | 3 | 2 | 1 | 0 | 5  | 2  | +3 | 7   |
| Spania   | 3 | 1 | 2 | 0 | 4  | 3  | +1 | 5   |
| Bulgaria | 3 | 1 | 1 | 1 | 3  | 4  | -1 | 4   |
| România  | 3 | 0 | 0 | 3 | 1  | 4  | -3 | 0   |

| Spania      | 1 – 1    | Bulgaria             |
| ----------- | -------- | -------------------- |
| Alfonso 74' | (Report) | Stoichkov 65' (pen.) |

| România | 0 – 1    | Franța      |
| ------- | -------- | ----------- |
|         | (Report) | Dugarry 25' |

| Bulgaria     | 1 – 0    | România |
| ------------ | -------- | ------- |
| Stoichkov 3' | (Report) |         |

| Franța        | 1 – 1    | Spania       |
| ------------- | -------- | ------------ |
| Djorkaeff 49' | (Report) | Caminero 86' |

| Franța                              | 3 – 1    | Bulgaria      |
| ----------------------------------- | -------- | ------------- |
| Blanc 21' Penev 63' (a.g.) Loko 90' | (Report) | Stoichkov 69' |

| România       | 1 – 2    | Spania                |
| ------------- | -------- | --------------------- |
| Răducioiu 29' | (Report) | Manjarín 11' Amor 84' |

### Grupa C
| Echipa   | M | V | E | Î | GM | GP | DG | Pct |
| -------- | - | - | - | - | -- | -- | -- | --- |
| Germania | 3 | 2 | 1 | 0 | 5  | 0  | +5 | 7   |
| Cehia    | 3 | 1 | 1 | 1 | 5  | 6  | -1 | 4   |
| Italia   | 3 | 1 | 1 | 1 | 3  | 3  | 0  | 4   |
| Rusia    | 3 | 0 | 1 | 2 | 4  | 8  | -4 | 1   |

| Germania             | 2 – 0    | Cehia |
| -------------------- | -------- | ----- |
| Ziege 26' Möller 32' | (Report) |       |

| Italia           | 2 – 1    | Rusia         |
| ---------------- | -------- | ------------- |
| Casiraghi 5' 52' | (Report) | Tsymbalar 21' |

| Cehia               | 2 – 1    | Italia     |
| ------------------- | -------- | ---------- |
| Nedvěd 4' Bejbl 35' | (Report) | Chiesa 18' |

| Rusia | 0 – 3    | Germania                     |
| ----- | -------- | ---------------------------- |
|       | (Report) | Sammer 56' Klinsmann 77' 90' |

| Rusia                                      | 3 – 3    | Cehia                             |
| ------------------------------------------ | -------- | --------------------------------- |
| Mostovoi 49' Tetradze 54' Beschastnykh 85' | (Report) | Suchopárek 5' Kuka 19' Šmicer 88' |

| Italia | 0 – 0    | Germania |
| ------ | -------- | -------- |
|        | (Report) |          |

### Grupa D
| Echipa     | M | V | E | Î | GM | GP | DG | Pct |
| ---------- | - | - | - | - | -- | -- | -- | --- |
| Portugalia | 3 | 2 | 1 | 0 | 5  | 1  | +4 | 7   |
| Croația    | 3 | 2 | 0 | 1 | 4  | 3  | +1 | 6   |
| Danemarca  | 3 | 1 | 1 | 1 | 4  | 4  | 0  | 4   |
| Turcia     | 3 | 0 | 0 | 3 | 0  | 5  | -5 | 0   |

| Danemarca      | 1 – 1    | Portugalia   |
| -------------- | -------- | ------------ |
| B. Laudrup 22' | (Report) | Sá Pinto 53' |

| Turcia | 0 – 1    | Croația     |
| ------ | -------- | ----------- |
|        | (Report) | Vlaović 86' |

| Portugalia | 1 – 0    | Turcia |
| ---------- | -------- | ------ |
| Couto 66'  | (Report) |        |

| Croația                        | 3 – 0    | Danemarca |
| ------------------------------ | -------- | --------- |
| Šuker 53' (pen.) 90' Boban 81' | (Report) |           |

| Croația | 0 – 3    | Portugalia                     |
| ------- | -------- | ------------------------------ |
|         | (Report) | Figo 4' Pinto 33' Domingos 82' |

| Turcia | 0 – 3    | Danemarca                      |
| ------ | -------- | ------------------------------ |
|        | (Report) | B. Laudrup 50' 84' Nielsen 69' |

## Faza eliminatorie
|  | Sferturi | Sferturi      | Sferturi |       |          | Semifinale | Semifinale | Semifinale    |               |               | Finala        | Finala   | Finala |
|  |          |               |          |       |          |            |            |               |               |               |               |          |        |
|  |          | Germania      | 2        |       |          |            |            |               |               |               |               |          |        |
|  |          | Croația       | 1        |       |          |            |            |               |               |               |               |          |        |
|  |          | Croația       | 1        |       | Germania | 1 (6)      |            |               |               |               |               |          |        |
|  |          |               |          |       | Germania | 1 (6)      |            |               |               |               |               |          |        |
|  |          |               | Anglia   | 1 (5) |          |            |            |               |               |               |               |          |        |
|  |          | Spania        | Anglia   | 1 (5) | 0 (2)    |            |            |               |               |               |               |          |        |
|  |          | Spania        |          |       | 0 (2)    |            |            |               |               |               |               |          |        |
|  |          | Anglia        | 0 (4)    |       |          |            |            |               |               |               |               |          |        |
|  |          |               |          |       |          |            |            |               |               |               |               | Germania | 2      |
|  |          |               |          | Cehia | 1        |            |            |               |               |               |               |          |        |
|  |          | Cehia         | 1        |       |          |            |            |               |               |               |               |          |        |
|  |          | Portugalia    | 0        |       |          |            |            |               |               |               |               |          |        |
|  |          | Portugalia    | 0        |       | Cehia    | 0 (6)      |            | Medalie bronz | Medalie bronz | Medalie bronz | Medalie bronz |          |        |
|  |          |               |          |       | Cehia    | 0 (6)      |            | Medalie bronz | Medalie bronz | Medalie bronz | Medalie bronz |          |        |
|  |          |               | Franța   | 0 (5) |          |            |            |               |               |               |               |          |        |
|  |          | Franța        | Franța   | 0 (5) | 0 (5)    |            |            |               |               |               |               |          |        |
|  |          | Franța        |          |       | 0 (5)    |            |            |               |               |               |               |          |        |
|  | 7        | Țările de Jos | 0 (4)    |       |          |            |            |               |               |               |               |          |        |

### Sferturile de finală și semifinalele
Faza eliminatorie s-a caracterizat printr-un joc negativist, defensiv, ca rezultat fiind marcate doar nouă goluri în cele șapte meciuri, patru dintre acestea fiind decise la lovituri de departajare. Primul sfert de finală a opus echipa țării gazdă celei a Spaniei. Meciul s-a încheiat fără gol, în ciuda ocaziilor mari ratate de Anglia și a celor două goluri anulate ale ibericilor care au cerut și un penalti. Englezii au mers mai departe cu scorul de 4-2 la lovituri de departajare. Franța și Țările de Jos au încheiat de asemenea cu un scor alb, francezii câștigând la loviturile de la 11 metri cu 5-4. Jürgen Klinsmann a deschis scorul pentru Germania, în meciul contra Croației. Davor Šuker a restabilit egalitatea, dar Matthias Sammer a adus golul calificării Germaniei. În fine, Cehia s-a calificat în semifinale după victoria cu 1-0 în fața Portugaliei.
Prima semifinală a adus față în față Franța și Cehia. A fost un alt rezultat de 0-0, fiind din nou nevoie de lovituri de departajare. Reynald Pedros a fost singurul jucător care a ratat, Cehia câștigând cu 6-5. Cealaltă semifinală era o reeditare a unei semifinale de la Cupa Mondială din 1990, între Germania și Anglia. Alan Shearer a marcat cu capul în minutul 3, dar Stefan Kuntz a egalat peste 15 minute și scorul a rămas 1-1 după 90 de minute. În prelungiri, Paul Gascoigne a fost aproape să înscrie golul de aur, ratând de aproape după centrarea lui Shearer, Darren Anderton a trimis în bară, iar Kuntz a avut un gol anulat pentru fault în atac. Nicio echipă nu a găsit golul calificării, fiind nevoie de lovituri de la 11 metri. Fiecare echipă a marcat la primele cinci serii de șuturi, pentru ca la a șasea serie, șutul lui Gareth Southgate să fie parat, permițându-i lui Andreas Möller să marcheze golul calificării.

#### Sferturi de finală
| Spania | 0 – 0 (d.p.) | Anglia |
| ------ | ------------ | ------ |
|        | (Report)     |        |

|                                |     | Penaltiuri                           |  |
| Hierro · Amor · Belsúe · Nadal | 2–4 | Shearer · Platt · Pearce · Gascoigne |  |

| Franța | 0 – 0 (d.p.) | Țările de Jos |
| ------ | ------------ | ------------- |
|        | (Report)     |               |

|                                                |     | Penaltiuri                                        |  |
| Zidane · Djorkaeff · Lizarazu · Guérin · Blanc | 5–4 | de Kock · R. de Boer · Kluivert · Seedorf · Blind |  |

| Germania                        | 2–1      | Croația   |
| ------------------------------- | -------- | --------- |
| Klinsmann 20' (pen.) Sammer 59' | (Report) | Šuker 51' |

| Cehia        | 1–0      | Portugalia |
| ------------ | -------- | ---------- |
| Poborský 53' | (Report) |            |

#### Semifinale
| Franța | 0 – 0 (d.p.) | Cehia |
| ------ | ------------ | ----- |
|        | (Report)     |       |

|                                                         |     | Penaltiuri                                         |  |
| Zidane · Djorkaeff · Lizarazu · Guérin · Blanc · Pedros | 5–6 | Kubík · Nedvěd · Berger · Poborský · Rada · Kadlec |  |

| Germania  | 1 – 1 (d.p.) | Anglia     |
| --------- | ------------ | ---------- |
| Kuntz 16' | (Report)     | Shearer 3' |

|                                                   |     | Penaltiuri                                                    |  |
| Häßler · Strunz · Reuter · Ziege · Kuntz · Möller | 6–5 | Shearer · Platt · Pearce · Gascoigne · Sheringham · Southgate |  |

## Finala
Cehia spera să reediteze victoria dramatică de la EURO 1976, când Cehoslovacia învingea Germania de Vest. Pentru germani, miza era al treilea titlu continental. Cehii au condus după golul marcat din penalti în minutul 59 de Patrik Berger. Însă intrat pe parcurs, Oliver Bierhoff a marcat pentru 1-1, trimițând meciul în prelungiri. După cinci minute trecute din prelungiri, șutul lui Bierhoff a fost respins greșit de portarul Kouba și mingea a intrat în poartă. A fost primul gol de aur din istoria competiției, iar titlul a revenit Germaniei.
| Germania         | 2 – 1 (d.p.) | Cehia             |
| ---------------- | ------------ | ----------------- |
| Bierhoff 73' 95' | (Report)     | Berger 59' (pen.) |

| Campioana Campionatul European de Fotbal 1996 |
| --------------------------------------------- |
| Germania Al Treilea Titlu                     |

## Statistici

### Golgheteri
5 goluri
- Alan Shearer

3 goluri
- Hristo Stoichkov
- Jürgen Klinsmann
- Davor Šuker
- Brian Laudrup

2 goluri
- Oliver Bierhoff
- Matthias Sammer
- Teddy Sheringham
- Pierluigi Casiraghi

### Echipa turneului
| Portari                    | Fundași                                                                    | Mijlocași                                                                             | Atacanți                                                             |
| -------------------------- | -------------------------------------------------------------------------- | ------------------------------------------------------------------------------------- | -------------------------------------------------------------------- |
| David Seaman Andreas Köpke | Radoslav Látal Laurent Blanc Marcel Desailly Matthias Sammer Paolo Maldini | Didier Deschamps Steve McManaman Paul Gascoigne Rui Costa Karel Poborský Dieter Eilts | Alan Shearer Hristo Stoichkov Davor Šuker Youri Djorkaeff Pavel Kuka |

Trofeul Gheata de Aur
- Alan Shearer[2]

Jucătorul turneului
- Matthias Sammer[2]

### Cel mai rapid gol
Minutul 3 : Alan Shearer (Anglia-Germania); Hristo Stoichkov (Bulgaria-România)

### Media de goluri
2.06 goluri pe meci